# Eutichurus ravidus
Eutichurus ravidus är en spindelart som beskrevs av Simon 1897. Eutichurus ravidus ingår i släktet Eutichurus och familjen sporrspindlar. Inga underarter finns listade i Catalogue of Life.